# Charlie Akers
Charles Arthur „Charlie“ Akers (* 12. Juli 1939 in Rumford; † 30. Juni 2016 in Palmer) war ein US-amerikanischer Skilangläufer und Biathlet.
Charlie Akers begann schon früh, noch in den 1940er Jahren, mit dem Skilanglauf. Schnell wurde er zu einem dominierenden Läufer bei zwischenschulischen Wettbewerben und erreichte diverse Siege bei Wettkämpfen auf Bundesstaatsebene. Mit dem Besuch der University of Maine ab 1957 startete er für das Langlaufteam der Universität und entwickelte sich schnell zu einem Siegläufer bei Wettkämpfen zwischen den Universitäten. 1959 und 1961 gewann er die in den USA bedeutenden Titel bei den NCAA-Meisterschaften. Durch den Erfolg 1959 qualifizierte er sich für die Ausscheidungswettkämpfe (Trials) der Vereinigten Staaten für die Olympischen Winterspiele 1960 von Squaw Valley. Durch starke Leistungen in den Trials qualifizierte er sich für die Spiele und nahm sich ein Freisemester für die Vorbereitungen. Schließlich kam Akers im Rennen über 15 Kilometer zum Einsatz, bei dem er 50. von 54 Läufern wurde und dabei fast nur „Exoten“ aus Ländern wie Australien oder Südkorea hinter sich ließ.
Kurz vor dem Abschluss an der Universität wurde Akers in einem Brief vom kommandierenden Offizier der Biathlon-Abteilung der US-Streitkräfte gebeten, diesen beizutreten. Er folgte dem Angebot und leistete seine Grundausbildung im Fort Dix ab. Nach fünf Wochen und ein paar Komplikationen – der kommandierende Offizier des Forts war in die Vorgänge um das Biathlon-Team nicht eingeweiht – wurde Akers nach Anchorage in Alaska versetzt und begann seine Biathlon-Ausbildung im Fort Richardson. Die folgenden drei Jahre war er häufig zu Trainingszwecken in Europa. Schnell wurde er zu einem der besten Biathleten seines Landes und qualifizierte sich als bester der Trials für die Olympischen Winterspiele 1964 in Innsbruck. Bei den Spielen wurde er 16. und war damit nicht nur der Beste US-Amerikaner, sondern auch der Beste Nichteuropäer. Er erreichte die 28. Laufzeit, konnte sich aber dank nur zweier Schießfehler besser platzieren. Zuvor hatte er 1962 und 1963 an den Biathlon-Weltmeisterschaften teilgenommen. 
Nach den Spielen wurde er aus der Armee entlassen und ließ sich in Palmer, Alaska nieder. Hier wurde er Mitglied der National Ski Patrol und erreichte dort als certified patrolman die höchstmögliche Position. Danach wurde Akers Lehrer und schließlich Direktor, bis er den Schuldienst 1986 verließ, um bei der Alaska Mountain Air Buschpilot zu werden, was er bis zu seiner Pensionierung blieb. Für seine Verdienste um den Skilanglauf in Maine wurde er in die Maine Ski Hall of Fame aufgenommen.